# Positively 4th Street
Positively 4th Street är en låt skriven av Bob Dylan, inspelad i New York, 29 juli, 1965, släppt i september samma år. Låten nådde sjunde plats på amerikanska topplistan och åttonde på den brittiska och blev därmed en av hans största hitsinglar. Trots att låten skrevs till albumet Highway 61 Revisited kom den först bara ut på singel med "From a Buick 6" som b-sida. Första albumet den kom ut på var Bob Dylan's Greatest Hits. Al Kooper sätter prägel på låten med sitt elorgelspel, och Mike Bloomfield medverkar på gitarr.
Låten handlar troligen om en nära vän som har svikit honom "(You got a lot of nerve to say you are my friend/When I was down you just stood there grinning)". Man har också tolkat det som en låt mot Dylans gamla fans inom folkmusiken som såg honom som en förrädare (Dylan hade samma år ändrat musikstil från folkmusik till rockmusik). Vad Dylan menar med "4th Street" finns det också olika teorier om. Vissa menar att det är gatan, West 4th Street, i Greenwich Village där Dylan bodde när han spelade folkmusik.
2004 hamnade låten på 203:e plats i tidningen Rolling Stones lista över de 500 bästa låtarna genom tiderna. I en uppdaterad version låg låten istället på plats 206.
En version på svenska har gjorts av Björn Afzelius, "Absolut solar plexus".

## Listplaceringar
| Lista (1965-1966) | Position              |
| ----------------- | --------------------- |
| Kanada            | 1 (RPM)               |
| Nederländerna     | 13                    |
| Storbritannien    | 8                     |
| Sverige           | 13 (Kvällstoppen)     |
| Sverige           | 3 (Tio i topp)        |
| USA               | 7 (Billboard Hot 100) |
| Vallonien         | 47                    |

## Album
- Bob Dylan's Greatest Hits - 1967
- Masterpieces - 1978
- Biograph - 1985
- The Essential Bob Dylan - 2000
- Dylan - 2007

## Covers
- Johnny Rivers
- The Beatles
- Antiseen
- Lucinda Williams
- Charly García
- Stereophonics
- Violent Femmes
- Simply Red
- Larry Norman
- Bryan Ferry
- The Grateful Dead
- R. Stevie Moore